# Коридорас одноплямий
Коридорас одноплямий (Corydoras ellisae) — вид сомоподібних риб з роду Коридорас підродини Corydoradinae родини Панцирні соми. Інша назва «коридорас Елліс».

## Опис
Загальна довжина сягає 5 см. Голова більш-менш велика. Очі помірного розміру. Є 3 пари невеличких вусів. Тулуб кремезний, дещо витягнутий. Спинний плавець складається з 1 жорсткого і 7 м'яких променів. Жировий плавець крихітний. Грудні плавці трохи витягнуті. Хвостовий плавець розрізаний, лопаті витягнуті.
Забарвлення сіре з зелено-бронзовими ділянками на голові (найбільшими), нижче спинного плавця та біля основи хвостового плавця.

## Спосіб життя
Є демерсальною рибою. Зустрічається у прісній та чистій воді. Воліє до рясної рослинності. Утворює невеличкі групи. Активний у присмерку або вночі. Живиться дрібними водними безхребетними.
Самка відкладає 2-4 яйця, які тримає між черевними плавцями, де самець запліднює їх протягом 30 секунд. після цього самиця відпливає до обраного місця, де самиця прикріплює до нижньої частини листя липку кладку. Після процедура повторюється, поки десь 100 яєць будуть запліднені та прикріплені.

## Розповсюдження
Мешкає у басейні річки Парагвай та верхів'ях Парани.